# Блейк, Роквелл
Роквелл Блейк (англ. Rockwell Blake; 10 января 1951, Платсберг, США) — американский оперный певец (лёгкий лирический тенор). Солист нью-йоркского театра «Метрополитен Опера». 
Дебютировал на оперной сцене в 1976 году в Кеннеди-центре в партии Линдора («Итальянка в Алжире» Россини). В 1981 году впервые выступил на сцене «Метрополитен-оперы» (в той же роли). С этого времени Блейк стал пользоваться значительным авторитетом как россиниевский тенор и считаться одним из ведущих исполнителей партий в операх этого композитора. Начиная с 1982 года регулярно выступал на Фестивале Россини.
В 1992 году Блейк принял участие в юбилейной постановке в «Ла Скала», посвящённой 200-летию со дня рождения композитора, тем самым дебютировав на сцене этого театра (Уберто — Яков V в «Деве озера»). В репертуаре Роквелла Блейка — более 40 опер, среди которых преобладают произведения Россини, в том числе довольно редко исполняемые, а также Моцарта, Доницетти, Беллини и Генделя.
С 2001 года Блейк посвятил себя преподавательской деятельности. Он вёл занятия в ряде университетов США, а также проводил многочисленные мастер-классы в Милане, Париже, Риме, Гамбурге и других городах.

## Премии и награды
- 1978 — Премия Ричарда Такера (США)
- 27.12.1992 — Орден «За заслуги перед Итальянской Республикой»
- 1994 — Премия «Золотой диапазон»
- 1998 — Премия «Виктуар де ля мюзик»
- 2000 — Кавалер Ордена искусств и литературы (Франция)
- 2004 — Гран-при des Palmares